# Lophoziaceae
Lophoziaceae sind eine Moosfamilie aus der Klasse der Jungermanniopsida. 

## Merkmale
Die Lophoziaceae gehören zur Gruppe der beblätterten Lebermoose. Es sind landbewohnende, kleine bis mittelgroße Moose, die Pflanzen niederliegend bis aufrecht und oft bräunlich bis rötlich. Sie haben unterschlächtig angeordnete, in der Regel zwei- bis vierlappige, selten ungeteilte Flankenblätter. Unterblätter sind groß bis klein oder fehlend. Blattzellen haben 2 bis 50 Ölkörper. Perianthien sind zumindest an der Basis stielrund. Es gibt keine Marsupienbildung. Sporenkapseln sind kurz-eiförmig, selten kugelig. 

## Verbreitung
Die Verbreitung der Lophoziaceae erstreckt sich überwiegend in den kühlen und kalten Regionen der Nord-Hemisphäre. Auf der Südhalbkugel kommen nur wenige Gattungen vor.

## Systematik
Die Familie Lophoziaceae umfasst drei Unterfamilien mit 16 Gattungen und zirka 200 Arten
- Unterfamilie Chandonanthoideae
  - Chandonanthus, 1 Art
  - Plicanthus, 5 Arten
  - Tetralophozia, 4 Arten
- Unterfamilie Lophozioideae
  - Anastrepta, 1 Art
  - Anastrophyllum, 35 bis 40 Arten
  - Andrewsianthus, zirka 25 Arten
  - Barbilophozia, 11 Arten
  - Gerhildiella, 1 Art
  - Gymnocolea, 3 Arten
  - Gymnocoleopsis, 3 Arten
  - Leiocolea, zirka 12 Arten
    - Leiocolea badensis
    - Leiocolea bantriensis
    - Leiocolea collaris

  - Lophozia, 70 bis 80 Arten
    - Lophozia incisa
    - Lophozia obtusa
    - Lophozia longidens
    - Lophozia sudetica
    - Lophozia ventricosa

  - Pseudocephaloziella, 1 Art
  - Sphenolobopsis, 1 Art
  - Tritomaria, 7 bis 8 Arten
- Unterfamilie Gottschelioideae
  - Gottschelia, 4 Arten